# Goaxis singularis
Goaxis singularis är en fjärilsart som beskrevs av William Schaus 1901. Goaxis singularis ingår i släktet Goaxis och familjen tandspinnare. Inga underarter finns listade i Catalogue of Life.